# Josep Royo

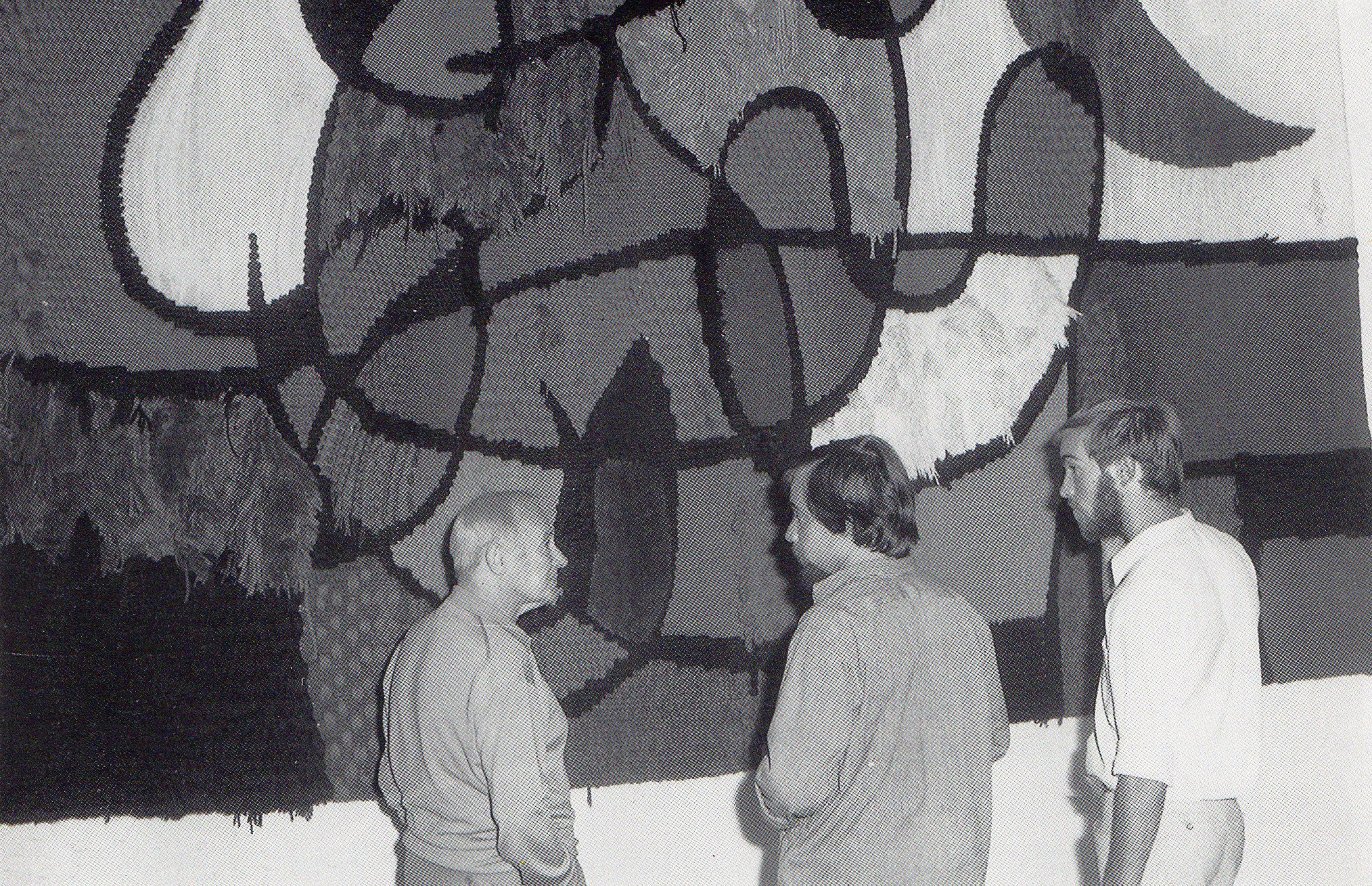
Royo (Ś), Joan Miró (L) i Carles Delclaux (P) przy 1. wersji tapiserii Tarragona

Josep Royo (ur. 1945 w Barcelonie) – kataloński artysta współczesny znany najbardziej z tworzenia gobelinów.
Wraz z innym katalońskim artystą Joanem Miró, stworzył tapiserię World Trade Center, która wisiała w holu południowej wieży WTC (określanej numerem 2) od 1974 roku aż do zniszczenia budynku w 2001 roku. Współpracował on z Miró także przy tworzeniu tapiserii do nowej siedziby przedsiębiorstwa bankowo-ubezpieczeniowego CaixaBank w Barcelonie. Fragment gobelinu został wykorzystany jako logo CaixaBanku.
Jego prace są częścią zbiorów muzealnych na całym świecie, w m.in. Museu D’Art Modern De Tarragona w hiszpańskiej Katalonii, Museo Tamayo Arte Contemporáneo w mieście Meksyk i National Gallery of Art w Waszyngtonie.

## Nagrody
1986: Premi Aranjuez del tapís